# 中津川弦
中津川 弦（なかつがわ げん、1979年9月19日 - ）は、日本のお笑い芸人。マセキ芸能社所属。漫才協会にも所属する。

## 経歴
埼玉県川越市出身。2003年5月に初舞台。2005年に師匠である鯉川のぼるの勧めで漫才協会に加入した。
2012年に結婚。結婚に際しては浅草東洋館で結婚報告演芸会が開催された。

## 芸風
ダジャレや謎かけを取り入れた漫談を行う。

## 出演

### テレビ
- さんまのお笑い向上委員会 - モニター横芸人として出演

### ライブ
- ナイツ独演会